# اللغة الكوسية
اللغة الكوسية (باللغة الكوسية: Xhosa) وهي من اللغات الرسمية في جنوب أفريقيا ويتحدث بها حوالي 7.9 مليون نسمة كلغة أم من الكوسيون ويشغلون نسبة 18% من سكان جنوب أفريقيا وهي لغة رسمية في كل من جنوب أفريقيا وزيمبابوي والأشخاص ألذين يتكلمون بهذه اللغة هم من ذوي البشرة السوداء في جنوب أفريقيا وتصنف هذه اللغة ضمن لغات البانتو كما أنها لغة نغمية ولهذه اللغة أبجدية لاتينية ومن أشهر الأشخاص الناطقين بهذه اللغة هو الزعيم الجنوب أفريقي السابق نيلسون مانديلا.